# Pietro Badoglio
Pietro Badoglio, 1º Duque de Adis Abeba, 1º Marquês de Sabotino (Grazzano Monferrato, 28 de setembro de 1871 – Grazzano Badoglio, 1 de novembro de 1956) foi um militar e político italiano.
Badoglio lutou na Primeira Guerra Mundial e esteve envolvido na desastrosa batalha de Caporetto. Inicialmente se opôs aos fascistas, mas depois aliou-se a eles e, em 1922, foi designado embaixador para o Brasil. Em fins de 1936, substituiu Emilio De Bono como comandante das forças italianas durante a invasão da Etiópia, onde ordenou o uso de gás venenoso contra os etíopes.
Assumiu o cargo de chefe de Estado-Maior Geral das Forças Armadas. Não era um entusiasta da aliança militar com a Alemanha Nazista e desaconselhou a guerra, que Mussolini mesmo assim declarou em 10 de junho de 1940. Após os insucessos militares italianos na África e na Grécia, Badoglio deixou o cargo em dezembro daquele ano, sendo sucedido pelo general Ugo Cavallero. Em 1943, após o Grande Conselho Fascista votar pela deposição de Benito Mussolini, Badoglio assumiu a chefia do governo provisório como primeiro-ministro da Itália. Tratou rapidamente de negociar a paz com os Aliados, conseguindo-a através do Armistício de 8 de setembro de 1943.
Ocupa a chefia do governo até 18 de junho de 1944, passando o cargo para Ivanoe Bonomi. Após a guerra, retirou-se da vida pública. Faleceu em novembro de 1956.